# Planta de fabricación de semiconductores

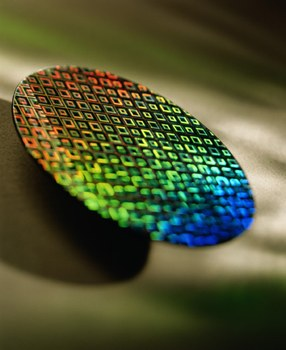
Una oblea de silicio grabada.

Una planta de fabricación de semiconductores, también conocida por el acrónimo fab, es una fábrica donde se producen circuitos integrados. A una empresa que no diseña chips pero que fabrica chips para terceros se la conoce como fundición.
Las plantas de fabricación requieren de una gran cantidad de maquinaria y dispositivos altamente costosos para poder funcionar y operar. Se estima que el coste de construir una planta nueva que produce con litografías de 10 nm puede costar sobre los 2000 M$, mientras que a 5 nm puede estar sobre los 5000 millones de dólares. Cada vez son más frecuentes las inversiones de 20 000 M$ a 30 000 M$ en megafábricas aprovechando subvenciones gubernamentales como la Ley de Chips de la Unión Europea.
La parte central es la sala blanca, una zona donde el ambiente está controlado para eliminar todo el polvo, ya que una sola partícula de este puede arruinar la producción de un lote completo. La sala blanca también tiene que estar protegida contra las vibraciones y mantenerse dentro de unos márgenes estrechos de temperatura y humedad. Controlar la temperatura y la humedad es crítico para minimizar la electricidad estática.
Una sala blanca contiene los steppers para la fotolitografía y máquinas para el grabado, la limpieza, el dopado y el corte. Todas estas máquinas son extremadamente precisas, y por lo tanto, extremadamente caras. El precio del equipamiento más común para procesar obleas de 300 mm va desde los 700.000 hasta los 4 millones de dólares cada uno y algunas máquinas, como los steppers, alcanzan los 50 millones de dólares cada uno. Una planta de fabricación típicamente cuenta con varios centenares de máquinas.

## Evolución
Al principio el coste de poner en marcha una fab no era tan costoso, y por ello cada fabricante de circuitos integrados solía contar con una propia, o si realizaba pequeñas tiradas (como los custom chips usados en muchos ordenadores de 8 bits) encargaba su fabricación a otra sociedad. Pero con el paso del tiempo y la miniaturización cada vez mayor de los circuitos, el coste de las nuevas plantas se disparó. Esto provocó dos fenómenos :
- Por un lado comienzan a aparecer las llamadas sociedades fabless, es decir, fabricantes de circuitos que se especializan sólo en la parte de diseño, mientras que confían todo el proceso de fabricación a grandes compañías de fundición (que nunca comercializan chips, sino obleas de silicio ya finalizadas), o a empresas mayores que cuentan con sus propias fabs.
- Por el otro surge el problema de qué hacer con las viejas fabs que van quedándose obsoletas. Las compañías mayores suelen dedicarlas a fabricar diseños para mercados únicos como Memoria flash, microcontroladores y sistemas embebidos, mientras que las de menor tamaño se ven forzadas a venderlas o alquilarlas a terceros o cerrarlas.

El panorama actual es de tres tipos de sociedades :
- Grandes compañías de fundición, que sólo fabrican obleas finalizadas a partir de los diseños de sus clientes. Debido a ello no suelen aparecer en las listas de mayores fabricantes, pero la mayoría de chips de un PC ha pasado por sus plantas. Las mayores son asiáticas :
  - Las taiwanesas TSMC (Taiwan Semiconductor Manufacturing Co. Ltd.) y UMC (United Microelectronics Corp.) son las más importantes.
  - Las chinas como Chartered Semiconductor Manufacturing o SMIC (Semiconductor Manufacturing International Corp.)
- Compañías fabless que encargan la fabricación de obleas a las anteriores y realizan ellos el proceso de diseño, montaje final y comercialización. Las más conocidas son NVIDIA, ATI Technologies o Xilinx.
- Fabricantes de circuitos integrados que realizan todas las etapas de diseño, fabricación y comercialización, como las estadounidenses Intel, Texas Instruments y AMD, las europeas STMicroelectronics e Infineon o la japonesa Renesas.

Además es corriente ver cómo los fabricantes de circuitos integrados subcontratan una parte de su producción a las sociedades de fundición. Es el caso de Freescale, Philips o AMD, que lo hacen a compañías como TSMC. A la inversa, ciertos fabricantes de circuitos integrados (como IBM Microelectronics) ofrecen servicios de fundición a compañías fabless.